# CMOS 4066
4066 (CMOS 4066) – poczwórny klucz analogowy – układ scalony wykonany w technologii CMOS; pozwala włączać i wyłączać przepływ sygnałów analogowych pomiędzy En oraz Qn za pomocą wejść sterujących C1..C4.
| Wejście Cn | Stan klucza |
| ---------- | ----------- |
| L          | wyłączony   |
| H          | włączony    |